# Diocèse des Gaules

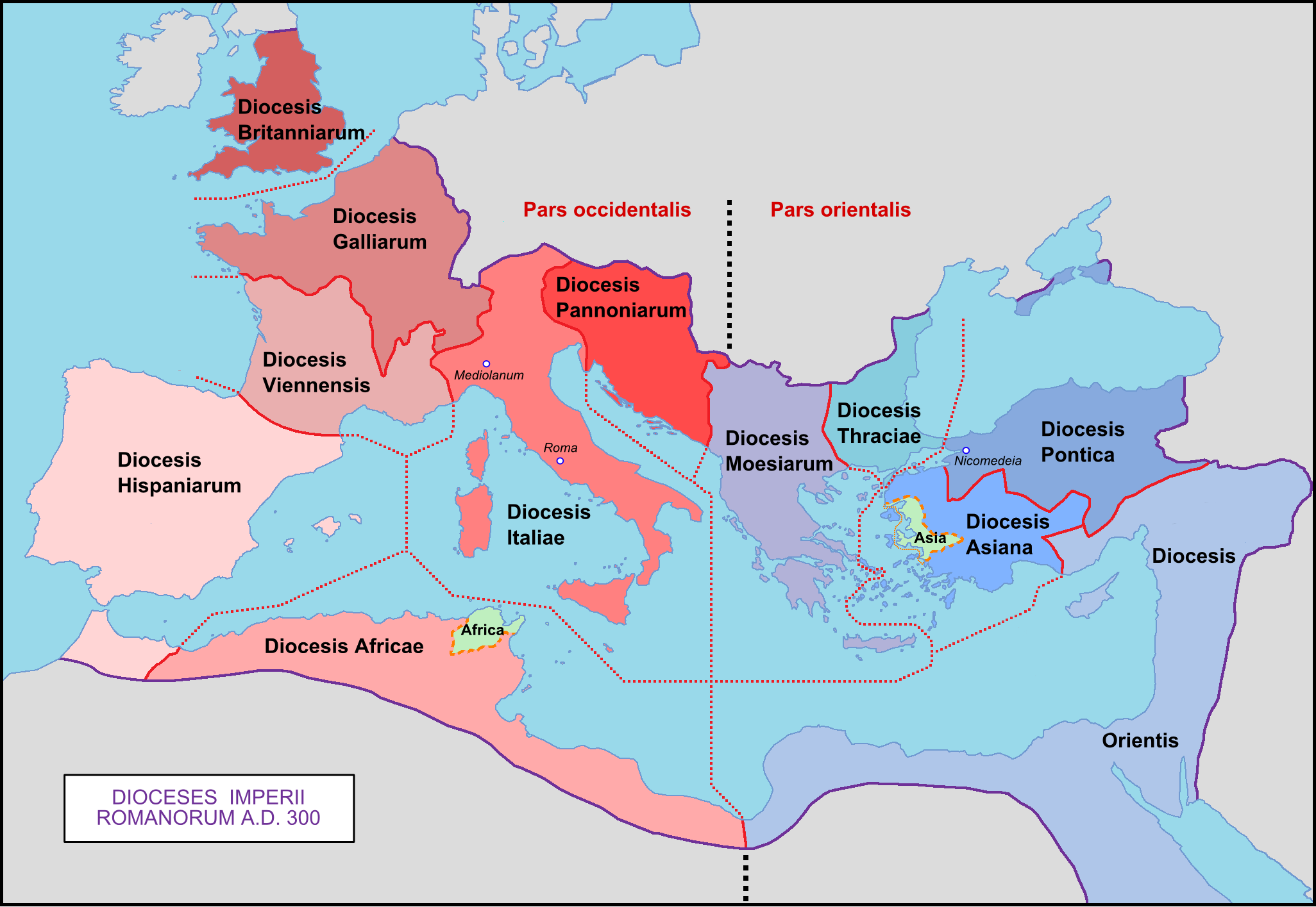
Le diocèse des Gaules, env. 300 ap. J.-C.

Le diocèse des Gaules (en latin : Dioecesis Galliarum) est un diocèse du Bas-Empire romain dépendant de la préfecture du prétoire des Gaules.

## Territoire

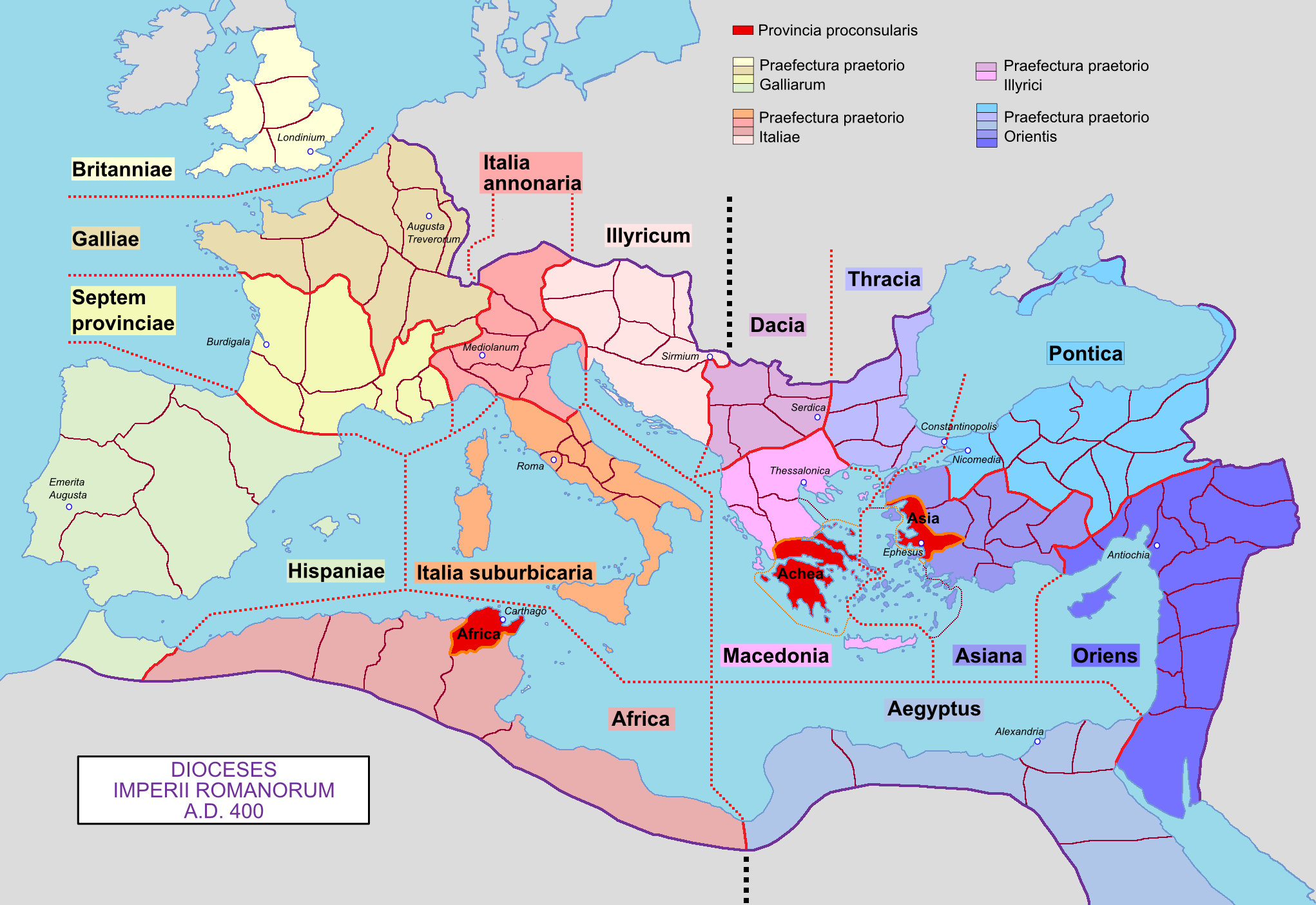
Le diocèse des Gaules, env. 400 ap J.-C.

Créé par les réformes de Dioclétien (empereur de 284 à 306), il comprend les provinces de 
- Gaule lyonnaise (Gallia Lugdunensis, Lugdunensis, Lyonnaise) (de-50/27/10 à 475/486/532), capitale Lugdunum (Lyon), redéfinie vers 296 : 
  - Lugdunensis Prima, métropole Lyon,
  - Lugdunensis Secunda, métropole Rouen,
  - Lugdunensis Tertia, métropole Tours,
  - Lugdunensis Quarta ou Senonia, métropole Sens,
  - et Séquanaise, Maxima Sequanorum  (détachée de Gaule belgique,
- Gaule belgique (Gallia Belgica, de -27/22 à 400/450), redéfinie vers 297 puis 337 :
  - Belgica I / Belgica Prima, vallée de la Moselle, capitale Augusta Treverorum (Trèves),
  - Belgica II / Belgica Secunda, de Reims à la Manche, capitale Durocortorum (Reims),
  - Séquanaise, Maxima Sequanorum (297-470c, ancienne partie de la Germanie supérieure, Bourgogne-Comté, capitale Vesontio (Besançon), rattachée à la Gaule lyonnaise;
- Germanie
  - Germanie inférieure (Germania inferior, puis Germania Secunda, Colonia Claudia Ara Agrippinensium (Cologne), 83/87-440c) : Pays-Bas, Belgique, Luxembourg, France (Ardennes), Allemagne (partie),
  - Germanie supérieure (Germania superior, Mogontiacum (Mayence), 83/87-290c), Germanie première (290c-470c, Germania Prima, Argentoratum (Strasbourg,
- Alpes Grées et Pennines (Alpium  Graiarum et Poeninarum :  Alpes pennines, Alpes grées, Val d'Aoste, Augusta Praetoria Salassorum (Aoste))[1].

Trèves (Augusta Treverorum), résidence impériale du César d'Occident et chef-lieu de la préfecture du prétoire des Gaules, est aussi chef-lieu de ce diocèse.

## Histoire

### Le domaine romain de Gaule ou royaume de Soissons (Vesiècle)
Isolé du reste de l'Empire au milieu du Ve siècle, le « domaine romain » entre Loire et Somme, au nord du royaume wisigoth (Toulouse) et du royaume des Burgondes (Genève) peut être considéré un ultime avatar du diocèse des Gaules, sous le commandement successivement d'Aetius, Ægidius et Syagrius. 
Une date importante est la victoire remportée sur les Huns d'Attila aux Champs Catalauniques (451), par une armée formée de Romains (Aetius) et de Wisigoths (Théodoric Ier).
Ce territoire est conquis par le roi des Francs Clovis en 486, dix ans après la fin de l'Empire romain d'Occident, devenant alors le royaume de Soissons, capitale choisie par Clovis après Tournai, à la suite de la bataille de Soissons (et de l'épisode du vase de Soissons).